# باشگاه فوتبال سیلامائه کالو
باشگاه فوتبال نومه کالیو (به استونیایی: JK Sillamäe Kalev) باشگاهی در شهر سیلامائه، استونی است.
این باشگاه در سال ۱۹۵۱ میلادی تأسیس شده است.

## افتخارات
- لیگ برتر فوتبال استونی
  - نایب قهرمان: ۲۰۰۹
  - سوم: ۲۰۱۳